# Candelaria kommun, Valle del Cauca
Candelaria är en kommun i Colombia.   Den ligger i departementet Valle del Cauca, i den västra delen av landet, 290 km sydväst om huvudstaden Bogotá. Antalet invånare är 70 296. Arean är 285 kvadratkilometer.
Terrängen i Candelaria är platt åt sydost, men åt nordväst är den kuperad.